# Liste des orgues de Redon
 (avril 2025).
Motif : Absence de sources secondaires centrées
- Archive Wikiwix
- Bing
- Cairn
- DuckDuckGo
- E. Universalis
- Gallica
- Google
- G. Books
- G. News
- G. Scholar
- Persée
- Qwant
- (zh) Baidu
- (ru) Yandex
- (wd) trouver des œuvres sur Wikidata

| 1. | Préciser le motif de la pose du bandeau. | Précisez le motif de la pose du bandeau en utilisant la syntaxe suivante : {{admissibilité à vérifier\|date=avril 2025\|motif=remplacez ce texte par le motif}}                                |
| 2. | Informer les utilisateurs concernés.     | Pensez à avertir le créateur de l'article, par exemple, en insérant le code ci-dessous sur sa page de discussion : {{subst:avertissement admissibilité à vérifier\|Liste des orgues de Redon}} |

Les orgues de Redon sont au nombre de quatre :
- grand-orgue Beuchet-Debierre (1901) de l'abbatiale Saint-Sauveur de Redon (III/P - 28)
- orgue de chœur Merklin-Gutschenritter de l'abbatiale Saint-Sauveur de Redon (II/P - 11)
- orgue Louis Debierre (tribune) de la chapelle du lycée Saint-Sauveur (II/P - 18)
- orgue polyphone Debierre (no 3) de la chapelle du lycée Saint-Sauveur (I - 3 basses/5 dessus)